# Pirahã
El piraha o pirahã és una de les llengües mura i es parla en uns quants poblats del Brasil. Es creu que aquesta llengua és l'únic membre supervivent de la família de llengües mura-piraha, mentre que les altres s'han extingit en èpoques relativament recents. Per tant, és tècnicament una llengua aïllada, sense cap connexió amb cap altre idioma actual. Tot i tenir cap a 300 parlants (segons dades del 2009), estesos per vuit poblats al llarg de la riba del Maici (Brasil), no se suposa que sigui una llengua en seriós perill d'extinció, ja que tots els seus parlants són monolingües.

## Història
La història coneguda dels mura-piraha és dificultosa. Durant el segle xviii, van fer servir una tàctica de guerrilles amb els colonitzadors portuguesos fins a arribar-hi a un acord el 1748, però van continuar amb accions violentes esporàdiques contra els colons. Les fonts estimen que durant el segle xix van arribar a haver-hi entre 30.000 i 40.000 parlants.
No es coneix la història de la llengua perquè és una llengua no escrita, a més d'aïllada; per tant, la paleontologia lingüística no pot aportar-ne gaires dades sobre el seu origen o història passada. Els parlants ni tan sols fan dibuixos, tret d'algunes figures molt primitives per representar el món dels esperits. Tampoc no hi ha cap literatura oral. Els piraha no tenen cap mite per explicar la creació. Els seus discursos són gairebé sempre descripcions d'experiències immediates o interpretacions d'aquelles experiències. Hi ha algunes històries sobre el passat, però s'estenen únicament a dues generacions en el passat. En general, no hi ha una memòria individual o col·lectiva més enllà de les dues generacions de parlants.

## Gramàtica
El piraha té, segons Everett, característiques que el fan ser únic:
- És una de les poques llengües conegudes que no té nombre gramatical, ni xifres, ni el concepte de comptar (com el warlpiri). Només hi ha dos termes lligats al nombre, que podrien traduir-se per 'poc/petit' i 'molt/gran', encara que Peter Gordon hagi efectuat tests gramaticals que l'hagin dut a pensar que aquests mots (que només es distingeixen pel to) designen respectivament els nombres un i dos. Daniel Everett va afegir-se a aquesta hipòtesi el 1986, abans de concloure el 2005 que simplement signifiquen 'petita quantitat' i 'gran quantitat'. La manca de marca del nombre gramatical és total en la llengua (no hi ha cap diferència entre el singular i el plural). Si bé sembla que hi ha una diferència de quantificació entre noms i massa i noms comptables, tanmateix els locutors no fan servir el concepte de comptar.
- És l'única llengua coneguda que no té mots per a expressar els colors, encara que aquest tema és encara discutit.
- És l'única llengua que no té cap estructura recursiva. És impossible de lligar una frase amb una altra o un grup nominal amb un altre. La complexitat que pot ser expressada, per bé que força gran, és limitada. Per exemple, és possible d'indicar la propietat d'un objecte mencionat com el fill d'en Joan, però dos nivells de possessió ja no es poden expressar, com per exemple la filla del fill d'en Joan.
- La llengua té el sistema pronominal més senzill que es coneix i hi ha proves segons les quals tot el sistema s'hagi copiat d'una altra llengua.
- No hi ha formes passades.
- La llengua té el sistema de parentesc més simple que s'hagi descobert mai. Només tenen en compte els lligams familiars entre germans biològics.
- No hi ha cap quantificador, com per exemple: tots, cada, tot, cadascú...
- El piraha és una llengua aglutinant que fa servir molts afixos per a expressar diferents significats. Molts verbs són simplement afixos, sobretot els verbs d'existència i d'equivalència.
- És una llengua que també fa servir sufixos per a expressar l'evidència, una categoria gramatical que no té cap llengua europea. el sufix /-xáagahá/ significa que la persona que parla està completament segura de la informació que diu.[9]

## Lèxic

### Termes de parentiu
El lingüista Everett (2005) afirmà que la cultura piraha té el sistema de parentesc més simple de totes les cultures humanes conegudes. Un terme únic, baíxai, és, per exemple, utilitzat per a designar tant la mare com el pare, i sembla que els pirahes no conserven cap traça de relacions més enllà dels germans i de les germanes biològics.

### Numerals i nombre gramatical
Segons Everett, el piraha té dos mots per a 'un' (hói) i 'dos' (hoí), que es distingeixen únicament pel to. En la seva anàlisi del 2005, d'altra banda, Everett canvia de punt de vista i considera que el piraha no té cap mot per als nombres, i que hói i hoí només designa 'petita quantitat' i 'gran quantitat'. Michael Frank descriu dues experiències sobre quatre pirahes que van ser escollits per provar aquestes hipòtesis. En la primera experiència, van llençar 10 piles sobre la taula i se'ls va demanar als pirahes de dir quantes n'hi havia. Els quatre subjectes van respondre d'acord amb la hipòtesi que la seva llengua tenia mots per designar un i dos en aquesta experiència: tots van dir hói per a una pila, i hoí per a dues piles, i una mescla entre el primer mot i molt per a més de dues piles. En la segona experiència, es va començar ja amb 10 piles damunt la taula, i van començar a treure'n. En aquesta experiència, un dels subjectes va utilitzar hói ('un') quan n'hi havia sis piles, i els quatre subjectes varen utilitzar aquest mot quan només en quedaven tres. Tot i que Frank i els seus companys no van intentar explicar les diferències de comportament dels subjectes en aquestes dues experiències, van concloure que aquests dos mots són més susceptibles de ser relatius o comparatius com poc o menys que no pas absoluts com un.
Tampoc no hi ha cap concordança gramatical entre el singular i el plural, fins i tot en el cas dels pronoms personals.

### Noms dels colors
Sembla que el piraha tampoc no té cap terme específic per a designar els colors: els pirahes es troben entre el nombre de cultures rares (situades sobretot a l'Amazones i a Nova Guinea) que no tenen cap terme més concret que clar i fosc. Encara que el glossari piraha que figura en la tesi de D. L. Everett inclou una llista de mots que designen un color, més tard considera que els termes que figuren en aquest glossari no són, de fet, mots, sinó expressions descriptives.
Everett afirma que no és que els pirahes no distingeixin els diferents colors, sinó que simplement no disposen de la noció de color abstracte general: així doncs, fan servir un terme diferent per a dir negre, segons si parlen d'animals, d'éssers humans o d'objectes inanimats. Sembla, també, que els termes no siguin pas fixats, sinó que hi ha diversos locutors que fan servir termes diferents per a un mateix color.